# Sankarpur
Sankarpur é uma vila no distrito de Barddhaman, no estado indiano de Bengala Ocidental.

## Geografia
Sankarpur está localizada a 22° 51′ N, 88° 28′ L. Tem uma altitude média de 7 metros (22 pés).

## Demografia
Segundo o censo de 2001, Sankarpur tinha uma população de 5921 habitantes. Os indivíduos do sexo masculino constituem 53% da população e os do sexo feminino 47%. Sankarpur tem uma taxa de literacia de 60%, superior à média nacional de 59,5%: a literacia no sexo masculino é de 68% e no sexo feminino é de 51%. Em Sankarpur, 13% da população está abaixo dos 6 anos de idade.